# Vic Janowicz
Vic Janowicz (Elyria, 26 februari 1930 – Columbus, 27 februari 1996) was een Amerikaans American football-running back. Hij speelde van 1948 tot 1951 college football voor de Ohio State Universiteit, waar hij in 1950 de Heisman Trophy won. Janowicz speelde twee seizoenen in de NFL voor de Washington Redskins.

## Jeugd
Janowicz groeide op in Elyria als zoon van Poolse immigranten. Hij ging naar de Holy Cross Elementary School en speelde daarna voor de middelbare school Elyria. Later werd een straat die langs de zuidkant van deze middelbare school loopt omgedoopt in Vic Janowicz-straat.

## Universitaire carrière
Janowicz kreeg een studiebeurs aangeboden van de Ohio State Universiteit. Hij zou daar football gaan spelen voor de Buckeyes het footballteam van de universiteit. Janowicz werd als runningback gebruikt in een single-wing-aanval en won als junior in 1950 de Heisman Trophy. Janowicz' coach Woody Hayes noemde hem "een footballspeler die elk facet van het spel beheerst".

## Professionele carrière
Na zijn universitaire carrière liet Janowicz de kansen om professioneel football te spelen links liggen. Hij verkoos honkbal. Hij haalde de major leagues en speelde voor de Pittsburgh Pirates. Zijn honkbalcarrière verliep echter niet zoals gewenst en Janowicz zat meer op de bank dan dat hij speelde. Hij besloot daarna om in 1954 football te spelen voor de Washington Redskins; hij was hun startende runningback in 1955. Tijdens een trainingskamp in 1956 was Janowicz betrokken bij een ernstig auto-ongeluk dat hem deels verlamde en waarmee zijn footballcarrière ten einde kwam.
Janowicz herstelde uiteindelijk echter volledig en werd commentator bij Buckeye-footballwedstrijden. Later werkte hij als accountant voor een bedrijf in Columbus. Vanaf 1986 was hij administratief medewerker.
Janowicz stierf in Columbus, Ohio aan kanker.